# Franz Weichenberger
Franz Weichenberger (* 1960 in Linz) ist ein österreichischer Schauspieler.

## Leben
Franz Weichenberger absolvierte nach der Matura ein Studium der Rechtswissenschaften, das Studium schloss er als Doktor der Rechtswissenschaften ab. Außerdem studierte er ab 1983 Schauspiel am damaligen Brucknerkonservatorium (der heutigen Anton Bruckner Privatuniversität) in Linz, die Ausbildung schloss er 1986 mit Diplom ab. Während des Studiums hatte er kleine Gastauftritte am Landestheater Linz und wirkte in verschiedenen Tourneeproduktionen, unter anderem in Furcht und Elend des Dritten Reiches und Der kaukasische Kreidekreis mit. 
Unter der Intendanz von Bruno Felix war er zwei Jahre am Kornmarkttheater in Bregenz engagiert, anschließend war er ab 1988 mehr als zehn Jahre Ensemblemitglied am Tiroler Landestheater unter der Intendanz von Helmut Wlasak und Dominique Mentha, Gastverträge hatte er unter der Intendanz von Brigitte Fassbaender. In der Folge hatte er Engagements unter anderem am Festspielhaus Bregenz, am Stadttheater Bruneck, in Salzburg, St. Pölten, Coburg, Schwäbisch Hall, Villach, Linz und in Wien. Zu den von ihm verkörperten Rollen zählen beispielsweise Kinesias in Lysistrata, die Titelrolle in Ajax, Jason in Medea, Stanley Kowalski in Endstation Sehnsucht, Adolf Hitler in Mein Kampf von George Tabori, Andreas Hofer in Gespenster von Wolfgang Hermann sowie verschiedene Rollen in Werken von William Shakespeare und Johann Nestroy.
2017 stand er unter der Regie von Reinhold Bilgeri für Dreharbeiten zum Film Erik & Erika über den Skirennläufer Erik Schinegger als Bürgermeister vor der Kamera. Neben seiner Tätigkeit als Schauspieler ist er seit 2007 als Trauerredner tätig.

## Filmografie (Auswahl)
- 1994: Mautplatz
- 1997: Magdalena H.
- 1999: Flucht – Clara S.
- 2000: Die Fremde
- 2002: Parzival
- 2004: Auf Wolke Sieben
- 2005: SOKO Kitzbühel – Mordlicht
- 2005–2012: Tom Turbo (Fernsehserie, drei Episoden, verschiedene Rollen)
- 2006: Fallen
- 2006: Kotsch
- 2008: Der Bibelcode
- 2013: CopStories – Liebesg’schichten
- 2014: Der stille Berg
- 2015: Tatort: Gier
- 2015: Der Metzger und der Tote im Haifischbecken
- 2015: Landkrimi – Kreuz des Südens
- 2015: Rhein-Lahn-Krimi: Bauernopfer
- 2015: Der Bergdoktor – Die Lebenden und die Toten
- 2015: Der Bergdoktor – Wunschkind
- 2017: Universum History – Maria Theresia – Majestät und Mutter
- 2017: SOKO Donau – Der Finger am Abzug
- 2017: Trakehnerblut (Fernsehserie)
- 2018: Erik & Erika
- 2018: Meiberger – Im Kopf des Täters (Fernsehserie)
- 2020: Letzter Wille – Statuen (Fernsehserie)
- 2021: Letzter Gipfel (Fernsehfilm)
- 2022: Landkrimi – Steirerstern (Fernsehreihe)
- 2025: Die Affäre Cum-Ex (Fernsehserie)